# Юнацька збірна Грузії з футболу (U-17)
Юнацька збірна Грузії з футболу (U-17) — національна футбольна збірна Грузії, що складається із гравців віком до 17 років. Керівництво командою здійснює Грузинська футбольна федерація. До зміни формату юнацьких чемпіонатів Європи у 2001 році функціонувала як збірна до 16 років.
Головним континентальним турніром для команди є Юнацький чемпіонат Європи з футболу (U-17), успішний виступ на якому дозволяє отримати путівку на Чемпіонат світу (U-17). Також може брати участь у товариських і регіональних змаганнях.

## Юнацький чемпіонат Європи (U-17)
| Рік  | Раунд       | В | Н | П | Г+ | Г- |
| ---- | ----------- | - | - | - | -- | -- |
| 2002 | чвертьфінал | 1 | 2 | 1 | 4  | 6  |
| 2012 | півфінал    | 1 | 1 | 2 | 2  | 4  |